# Moitessieria locardi
Moitessieria locardi is een slakkensoort uit de familie van de Moitessieriidae. De wetenschappelijke naam van de soort is voor het eerst geldig gepubliceerd in 1883 door Coutagne.